# Dylan Chambost
Dylan Chambost, né le 19 août 1997 à Annecy en France, est un footballeur français qui évolue au poste de milieu offensif au Columbus Crew.

## Biographie

### Jeunesse et formation
Né à Annecy en France, Dylan Chambost est formé par l'AS Saint-Étienne. En mai 2017, il signe son premier contrat professionnel avec son club formateur. 

### Débuts professionnels à l'ASSE (2018-2019)
Il joue son premier match en professionnel le 24 janvier 2018 lors d'une rencontre de coupe de France face à l'ES Troyes. Il entre en jeu à la place de Romain Hamouma ce jour-là et son équipe s'incline aux tirs au but. En mai 2018, il est récompensé de sa saison 2017-2018 avec l'équipe réserve où il a inscrit 12 buts et délivré 9 passes décisives, en prolongeant son contrat de deux saisons. Avec la réserve de l'AS Saint-Étienne, entraînée par Laurent Batlles, Dylan Chambost est le capitaine de l'équipe.

### ES Troyes AC (2019-2022)
Le 1er juillet 2019, Dylan Chambost rejoint librement l'ES Troyes AC, qui évolue alors en Ligue 2. Le 2 août 2019 il joue son premier match pour sa nouvelle équipe face au Clermont Foot 63, en championnat. Il entre en jeu à la place de Bryan Mbeumo et son équipe s'incline par deux buts à un. Le 13 septembre, Chambost inscrit son premier but en professionnel face au SM Caen, en championnat. Il entre en jeu et donne la victoire à son équipe dans le temps additionnel de la seconde période (2-1). 

### Retour à l'AS Saint-Étienne (2022-2024)

#### 2022-2023: prestations fluctuantes
Trois années après avoir quitté l'AS Saint-Étienne, Dylan Chambost est de retour au club, avec lequel il s'engage librement le 20 juin 2022. Il retrouve Laurent Batlles dans un projet en Ligue 2.
Lors d'un match de présaison face à Grenoble, il se fracture le tiers inférieur du radius du poignet gauche. Il est ensuite opéré et cette blessure lui fera manquer les premières journées du championnat. Il fait son retour à la compétition le 27 août 2022, à l'occasion de la cinquième journée de Ligue 2, face à Valenciennes. Il est titulaire et délivre une passe décisive pour Yvann Maçon qui marque le premier but des Verts dans ce match qui se termine par un résultat nul, deux buts partout.  Le 1er octobre 2022, il marque son premier but avec son club formateur, à l'occasion de la dixième journée de Ligue 2 contre Grenoble (2-2),.
La suite de la saison pour Chambost est néanmoins plus difficile, à l'instar de son club, et ses prestations sont pour la plupart ternes, jusqu'à être relégué à un rôle de remplaçant et n'obtenir que quelques minutes par match.  Il parvient néanmoins à être de nouveau décisif le 29 avril 2023 grâce à une passe décisive pour Kader Bamba, permettant aux Verts d'accrocher le nul à Rodez (1-1 score final). Titulaire le 13 mai 2023 contre le Stade lavallois en championnat, il se montre décisif en marquant un but, mais ne peut empêcher la défaite des siens (2-1 score final),.

#### 2023-2024: montée en ligue 1
Chambost commence la saison 2023-2024 en étant titulaire contre Grenoble, match que les Stéphanois perdent 1 à 0. Malgré une non-titularisation contre Rodez, il enchaîne en étant titulaire contre Quevilly, où il livre une prestation décevante, puis Annecy, où il inscrit le premier but "dans le jeu" des Verts.

### Départ pour les États-Unis (depuis 2024)
Malgré un contrat prolongé jusque 2025 après la promotion de l'ASSE en Ligue 1, Chambost part aux États-Unis et s'engage au Crew de Columbus.

## Statistiques
| Saison                | Club                  | Championnat           | Championnat | Championnat | Championnat | Coupe nationale | Coupe nationale | Coupe nationale | Coupe de la Ligue | Coupe de la Ligue | Coupe de la Ligue | Play-offs | Play-offs | Play-offs | Total | Total | Total |
| Saison                | Club                  | Division              | M.          | B.          | P.d.        | M.              | B.              | P.d.            | M.                | B.                | P.d.              | M.        | B.        | P.d.      | M.    | B.    | P.d.  |
| 2017-2018             | AS Saint-Étienne      | Ligue 1               | -           | -           | -           | 1               | 0               | 0               | -                 | -                 | -                 | -         | -         | -         | 1     | 0     | 0     |
| 2018-2019             | AS Saint-Étienne      | Ligue 1               | -           | -           | -           | 1               | 0               | 0               | -                 | -                 | -                 | -         | -         | -         | 1     | 0     | 0     |
| Sous-total            | Sous-total            | Sous-total            | -           | -           | -           | 2               | 0               | 0               | -                 | -                 | -                 | -         | -         | -         | 2     | 0     | 0     |
| 2019-2020             | ESTAC Troyes          | Ligue 2               | 15          | 1           | 2           | 1               | 0               | 0               | 1                 | 0                 | 0                 | -         | -         | -         | 17    | 1     | 2     |
| 2020-2021             | ESTAC Troyes          | Ligue 2               | 36          | 1           | 3           | -               | -               | -               | -                 | -                 | -                 | -         | -         | -         | 36    | 1     | 3     |
| 2021-2022             | ESTAC Troyes          | Ligue 1               | 19          | 0           | 1           | 1               | 0               | 0               | -                 | -                 | -                 | -         | -         | -         | 20    | 0     | 1     |
| Sous-total            | Sous-total            | Sous-total            | 70          | 2           | 6           | 2               | 0               | 0               | 1                 | 0                 | 0                 | -         | -         | -         | 73    | 2     | 6     |
| 2022-2023             | AS Saint-Étienne      | Ligue 2               | 28          | 3           | 3           | 1               | 0               | 0               | -                 | -                 | -                 | -         | -         | -         | 29    | 3     | 3     |
| 2023-2024             | AS Saint-Étienne      | Ligue 2               | 33          | 6           | 6           | 2               | 0               | 1               | -                 | -                 | -                 | 3         | 0         | 1         | 38    | 6     | 8     |
| Sous-total            | Sous-total            | Sous-total            | 61          | 9           | 9           | 3               | 0               | 1               | -                 | -                 | -                 | 3         | 0         | 1         | 67    | 9     | 11    |
| Total sur la carrière | Total sur la carrière | Total sur la carrière | 131         | 10          | 15          | 7               | 0               | 1               | 1                 | 0                 | 0                 | 3         | 0         | 1         | 142   | 10    | 17    |